# Jörg Beier
Jörg Beier (* 26. Dezember 1946 in Schwarzenberg/Erzgeb.; † 15. Mai 2021 ebenda) war ein deutscher Holzbildhauer und Künstler.

## Leben
Jörg Beier wurde 1946 in Schwarzenberg als Sohn von Helmut und Gudrun Beier geboren. Seine Mutter arbeitete als Grafikerin und ist als Scherenschnittkünstlerin bekannt. Nach dem Schulbesuch in Schwarzenberg begann Beier 1963 eine Lehre als Holzmodellbauer, die er 1966 abschloss. Im Folgejahr begann er ein Studium an der Fachschule für angewandte Kunst Schneeberg. Am 24. Juli 1969 wurde er kurz vor einer geplanten Urlaubsreise nach Bulgarien wegen des „Verdachtes der Republikflucht“ festgenommen und in der Untersuchungshaftanstalt des Ministeriums für Staatssicherheit in Chemnitz-Kaßberg inhaftiert. Er befand sich zunächst drei Monate lang in Einzelhaft mit Verhören und Schikanen. Schließlich wurde er wegen „staatsfeindlicher Hetze“ angeklagt. Zum Verhängnis wurden ihm Postkarten, Briefe und Gespräche über die Freiheit der Kunst, die Freiheit der Gedanken, der Demokratie und der Toleranz. Das Bezirksgericht Karl-Marx-Stadt verurteilte ihn zu einem Jahr und sechs Monaten Gefängnishaft, die er zum Großteil in der Strafvollzugsanstalt Cottbus verbüßte. Den Briefwechsel mit seiner Familie veröffentlichte er 2015 unter dem Titel Aber die Gedanken sind frei: Briefe durch die Gitter. Am 14. Oktober 1970 wurde er aus der Haft entlassen. Er arbeitete anschließend zunächst in einem Holzbetrieb in Olbernhau. Von 1974 bis 1977 war er als Holzbildhauer Mitarbeiter im Atelier von Hans Brockhage in Schwarzenberg. Ab 1978 war er freischaffend tätig. Er befasste sich vor allem mit architekturbezogener Plastik, zum Beispiel mit Engelgestalten. Seine Holzgestaltungen zeichnen sich dadurch aus, dass sich Organisches und Konstruktives durchdringen. Die Oberflächen ließ er teils naturbelassen und bearbeitete sie teilweise, sodass eine Vielfalt ästhetischer Reize zum Tragen kommt. Er war von 1980 bis 1990 Mitglied des Verbandes Bildender Künstler der DDR und danach des Chemnitzer Künstlerbunds e. V. im Bundesverband Bildender Künstlerinnen und Künstler. Ab 1987 war er ehrenamtlicher Leiter einer Galerie des Kulturbundes der DDR.
In Schwarzenberg gehörte Beier ab 1989 dem Schwarzenberger Kunst- und Kulturverein an. Ab 1993 war er neben Ralf Alex Fichtner eine prägende Persönlichkeit der Künstlergruppe Zone, die u. a. das Projekt Freie Republik Schwarzenberg als Reminiszenz an die besatzungslose Zeit der Stadt im Frühjahr 1945 propagierte und regelmäßig Stadtfeste organisierte. Er betrieb vor Ort eine Künstlerkneipe. Zunächst für Partei Bündnis 90/Die Grünen und dann für die Wählergemeinschaft PRO Schwarzenberg gehörte er von 1990 bis zu seinem Tod dem Stadtrat von Schwarzenberg an. Daneben war Beier Mitglied der Internationalen Stefan-Heym-Gesellschaft und Vorstandsmitglied des Lern- und Gedenkort Kaßberg-Gefängnis e.V., der sich für den Erhalt des Kaßberg-Gefängnisses als Lern- und Gedenkort im Sinne einer politischen Bildungsarbeit engagiert.

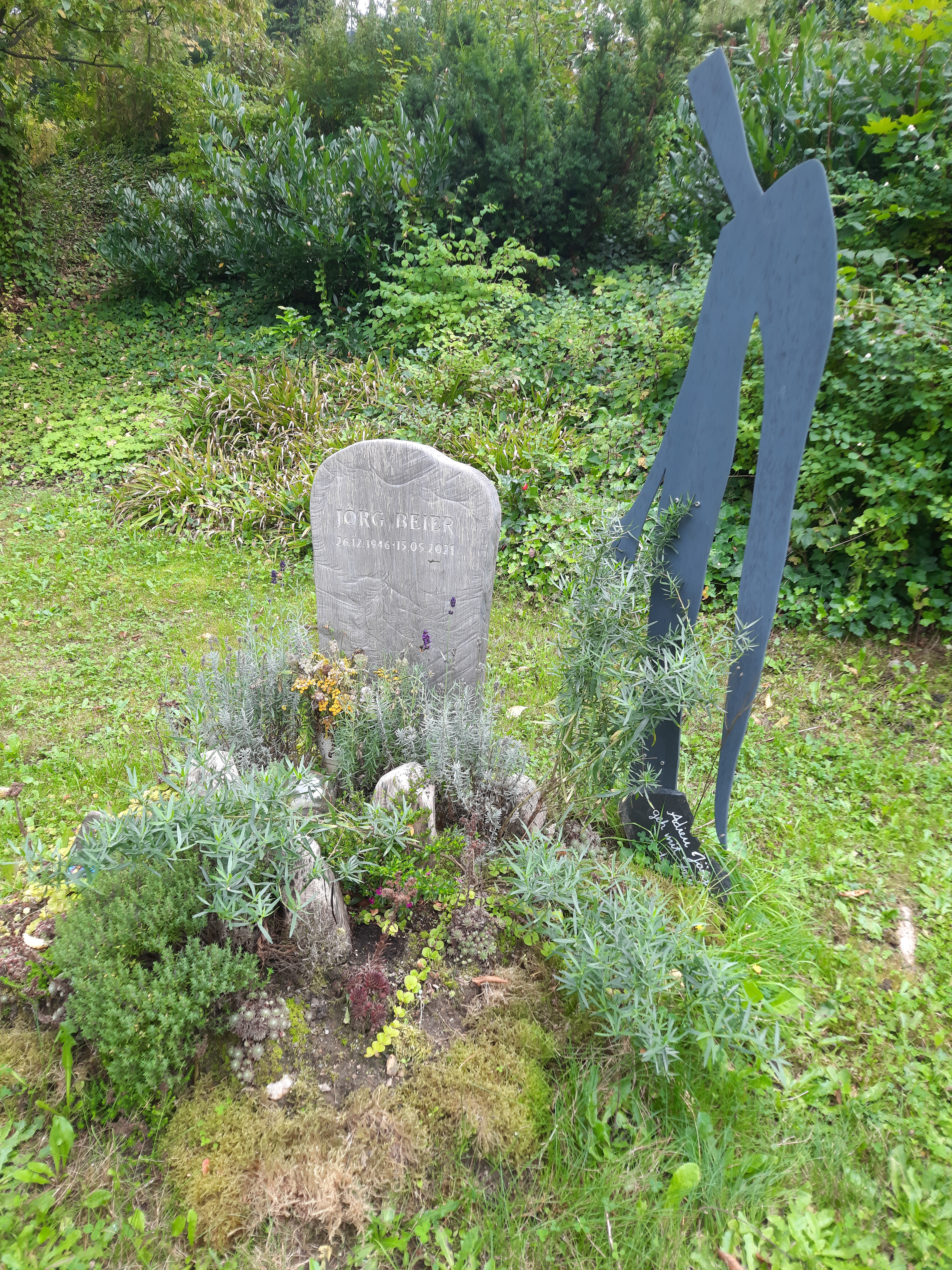
Grab (2023), auf dem Zentralfriedhof Schwarzenberg

Beier war mit der Blaudruckerin Christine Beier (* 1946) verheiratet. Ihre Tochter Lydia Schönberg (* 1965) ist Fotografin.
In Schwarzenberg soll in Erinnerung an Beier und Fichtner eine Gedenktafel angebracht werden.

## Ausstellungen (unvollständig)
Einzelausstellungen
- 1979: Berlin, Studio-Galerie
- 1981: Rossendorf, Zentralinstitut für Kernforschung (mit Christine Beier)
- 1985: Suhl, Galerie am Steinweg (mit Christine Beier)
- 1988: Annaberg-Buchholz, Galerie am Markt (mit Christine Beier)
- 1989: Frankfurt (Oder), Galerie Gallus[3]

Ausstellungsbeteiligungen
- 1981: Karl-Marx-Stadt, Ausstellungshalle 2 am Schlossteich („Junge Künstler der DDR ´81“)
- 1981 und 1984: Brandenburg, Domstift („Plastik zum Begreifen“)
- 1982 und 1985: Karl-Marx-Stadt, Bezirkskunstausstellungen
- 1985: Karl-Marx-Stadt („Fühlen und Sehen“)
- 1987/1988: Dresden, X. Kunstausstellung der DDR
- 2014/2015: Augustusburg, Schloss Augustusburg („Kunstraum Erzgebirge Mittelsachsen“)

## Schriften
- mit Lydia Schönberg: Das Geheimnis der Engel. Bilder & Geschichten, Kunstzone,  Schwarzenberg 2007, ISBN 978-3-00-020489-0.
- Aber die Gedanken sind frei: Briefe durch die Gitter, Schwarzenberg 1969–1970, hrsg. durch Matthias Zwarg, Verein Kunstzone Aue-Schwarzenberg e.V., Schwarzenberg 2015, DNB 1080337733.